# Boulevard de Charonne
Le boulevard de Charonne est une voie située dans les 11e et 20e arrondissements de Paris.

## Situation et accès
Le boulevard délimite le 11e situé côté impair et le 20e situé côté pair.

## Origine du nom
Son nom vient du fait qu'il longe l'ancienne commune de Charonne.

## Historique
Anciennement, c'était :
- à l'extérieur de l'ancien mur d'octroi :
  - le boulevard de Montreuil, pour la partie située entre les actuels cours de Vincennes et rue d'Avron ;
  - le  boulevard de Charonne, pour la partie située entre les présentes rues d'Avron et de Bagnolet ;
  - une partie du boulevard de Fontarabie, pour la partie située entre les actuelles rues de Bagnolet et Pierre-Bayle.
- à l'intérieur de l'ancien mur d'octroi :
  - le chemin de ronde de Vincennes pour la partie située entre les actuelles avenue du Trône et rue de Montreuil ;
  - le chemin de ronde de Montreuil pour la partie située entre les présentes rues de Montreuil et de Charonne ;
  - une partie du chemin de ronde de Fontarabie pour la partie située entre les actuelles rues de Charonne et de Mont-Louis.

Créé sur l'ancien mur des Fermiers généraux, le boulevard situé sur les communes de Paris (à l'intérieur), de Saint-Mandé et de Charonne (à l'extérieur), est classé dans la voirie parisienne par décret du 23 mai 1863 et prend sa dénomination par arrêté du 30 décembre 1864.
Une partie de la voie délimitait la ZAC Dorian.

## Bâtiments remarquables et lieux de mémoire
- Pavillon et colonne de l’ancienne barrière du Trône.
- L'allée Pierre-Bérégovoy se situe sur le boulevard, entre l'allée Stefa-Skurnik et le boulevard de Ménilmontant, et la rue Alexandre-Dumas.
- Une autre partie du terre-plein central du boulevard, entre le niveau de la rue Alexandre-Dumas et le no 109 est baptisé en 2017 allée Maya-Surduts, en hommage à cette militante féministe[1].
- À partir de la rue Alexandre-Dumas jusqu'à la rue des Vignoles, l'allée Neus-Català rend hommage à l'héroïne de la guerre d'Espagne, résistante et féministe Neus Català i Pallejà. La nouvelle voie aménagée est inaugurée le 4 octobre 2019[2].
- De la rue des Vignoles au cours de Vincennes, il s'agit de l'allée Maria-Doriath.
- no 65 : Premier poste relais de distribution d’électricité de Paris, datant de 1929[3].
- no 123 : Foyer d'étudiants, réalisé par Jean Prouvé, avec ossature de béton et panneaux en aluminium.
- no 148 : Un platane, planté en 1880, faisant partie des arbres remarquables de Paris.